# ダナン建築大学
ダナン建築大学（ダナンけんちくだいがく、英: Danang University of Architecture）は、ベトナムダナンにある国立大学。

## 沿革
- 2001年 設置

## 概要
ダナン建築大学は、ベトナムにある３つの建築大学（他に、ハノイ建築大学、ホーチミン市建築大学）の一つ。